# Aitor Oroza Flores
Aitor Oroza Flores (nascido em 17 de julho de 1976) é um ciclista paralímpico espanhol com classificação T1. Participou, representando a Espanha, dos Jogos Paralímpicos de Pequim 2008 e Londres 2012. No Campeonato Mundial de 2002 em Altenstadt, Aitor ganhou duas medalhas de prata. Obteve dois ouros no mundial de 2006.

## Vida pessoal
Natural de Bilbao, Aitor tem paralisia cerebral. Atualmente reside em Los Altos, Burgos.